# Čtvrtá planeta smrti 1: Návrat na planetu smrti
Čtvrtá planeta smrti 1: Návrat na planetu smrti (rusky Возвращение в Мир Смерти) je vědeckofantastický román ruského autora Anta Skalandise (pseudonym Antona Viktoroviče Molčanova) a amerického spisovatele Harryho Harrisona vydaný ruským nakladatelstvím Eksmo-Press v roce 1998.
Je to čtvrtý díl knižní série Planety smrti, původně trilogie Harryho Harrisona z 60. let 20. století, přičemž v ruském originále vyšel dohromady v jedné knize spolu s pátým dílem Мир Смерти на пути богов (česky zvlášť jako Čtvrtá planeta smrti 2: Planeta smrti na cestě bohů).
První české vydání realizovalo ostravské nakladatelství Fantom Print v roce 2003 (ISBN 80-86354-25-3).

## Děj
Děj románu se odehrává několik let po událostech popsaných v povídce Zakuklená kosmická loď.
Na Pyrru dochází ke globálním změnám. Planeta je uznána jako řádný člen Ligy světů a Kerk Pyrrus převzal funkci premiéra. Jason dinAlt už není jen profesionální hráč a hazardér, ale ministr hospodářství, financí, spravedlnosti, kultury a školství. Pyrrané založili nové město a již nevedou válku s živými tvory obývajícími planetu.
Na Pyrrus přilétá kosmická loď s Riverdem Berwickem, zplnomocněným zástupcem Velké rady Konsorcia světů Zelené větve (Zelená větev je hvězdokupa na okraji galaxie se spoustou obydlených planet) a také se zástupcem Zvláštního sboru. Tato delegace požádá Pyrrany o pomoc s blížícím se tajemným “objektem 001“, který možná představuje smrtelné nebezpečí pro obydlenou část galaxie.
Jason, který vyjednal 82 miliard kreditů pro Pyrrany, sestaví tým a vydá se prozkoumat záhadný objekt na kosmické lodi Argo, kdysi nepřemožitelné bitevní lodi...

## Česká vydání
- Čtvrtá planeta smrti 1: Návrat na planetu smrti, Fantom Print, Ostrava, 2003, 1. vydání, překlad Zdeněk Zachodil, brožovaná vazba, 224 stran, ISBN 80-86354-25-3